# كولم كاسيدي
كولم كاسيدي (بالإنجليزية: Colm Cassidy)‏ هو لاعب قذف أيرلندي، ولد في 11 مارس 1978 في Kilcormac ‏ في جمهورية أيرلندا.